# 아마노 코즈에
아마노 코즈에(일본어: 天野こずえ(필명), 일본어: 天野梢(본명), 1974년 5월 26일 ~ )는 일본의 만화가이다. 프레시 강강에 처음으로 단편 전야제(前夜祭 젠야사이[*], 단편집인 무쿠카이에 수록되어 있음)를 연재하여 데뷰했다. 최근 아리아의 연재를 끝냈으며, 만화책의 마지막에 기재되는 후일담에서 자신을 뚱뚱한 고양이로 묘사하고 있다. 현재 아만츄!를 연재중.

## 작품
- 낭만클럽
- 아리아
- 아쿠아 (아리아의 전편격 작품)
- 크레센트 노이즈
- 단편집(夢空界 무쿠카이[*], 空の謳 소라노 오[*])
- 화집(Alpha, Stella, Cielo, Birth)
- 아만츄

낭만클럽과 아리아, 아쿠아는 북박스에서, 크레센트 노이즈는 학산문화사에서 한국어판 단행본이 출간되어 있다. 그러나 크레센트 노이즈의 경우 절판된 상태다.
아만츄는 2014년 7월을 기점으로 학산문화사에서 단행본 7권까지 출간.